# Hyatt Hotels
Hyatt Hotels Corporation, ofta förkortat till Hyatt, är ett amerikanskt företag i hotellbranschen med huvudkontoret i Chicago. Det etablerades 1957 och hade år 2019 913 hotell över hela världen.